# Norman H. Meldrum
Norman Hawley Meldrum, född 11 oktober 1841 i Livingston County, New York, död 11 februari 1920 i Denver, var en amerikansk demokratisk politiker. Han var Colorados viceguvernör 1887–1889 under guvernören Alva Adams.
Meldrum var Colorados statssekreterare 1879–1883. Han efterträdde 1887 Peter W. Breene som viceguvernör och efterträddes 1889 av William Grover Smith.